# Frederiksborg

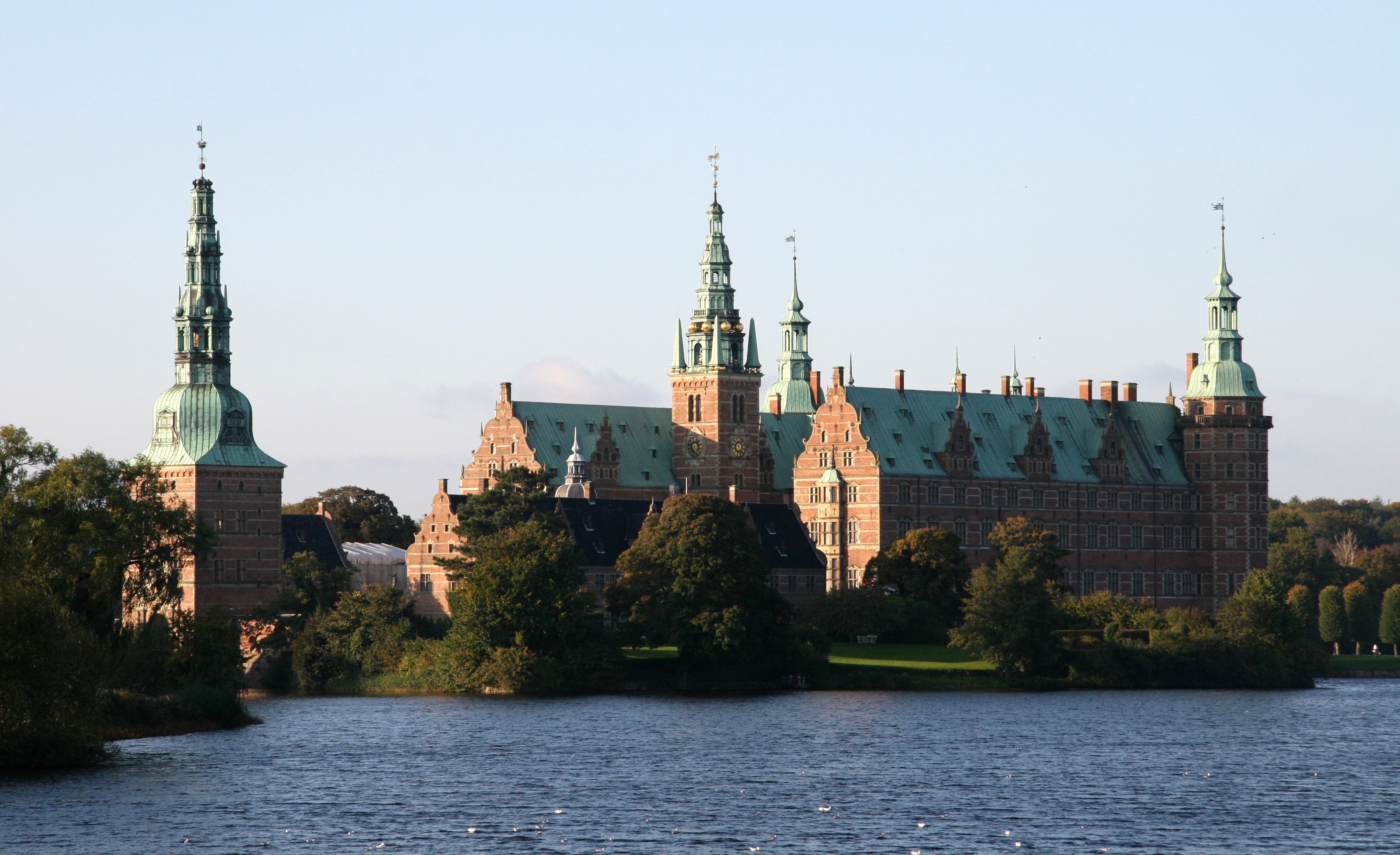
Zámek Frederiksborg od jihovýchodu

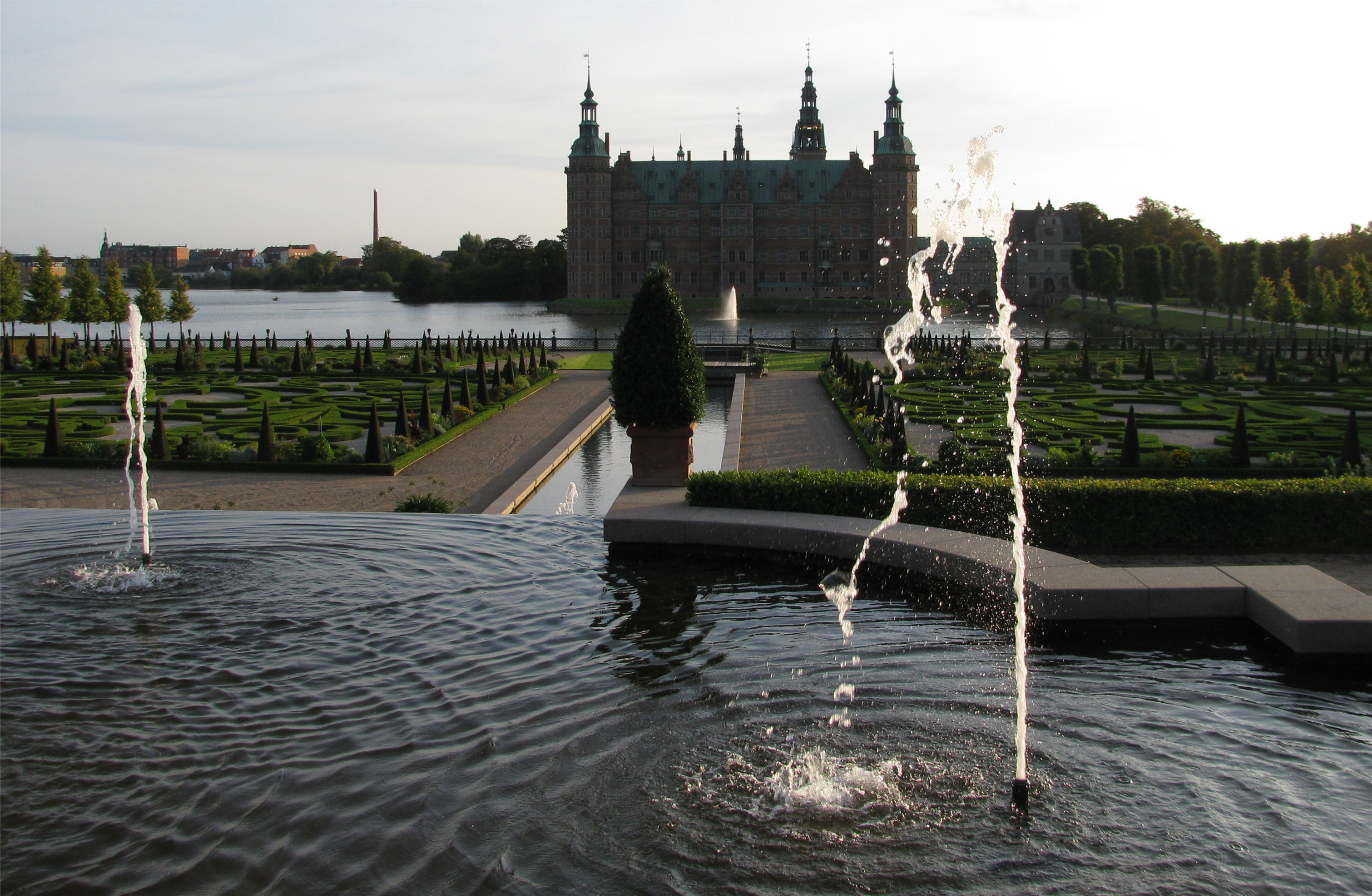
Zámek Frederiksborg ze severu, před rekonstrukcí zahrad

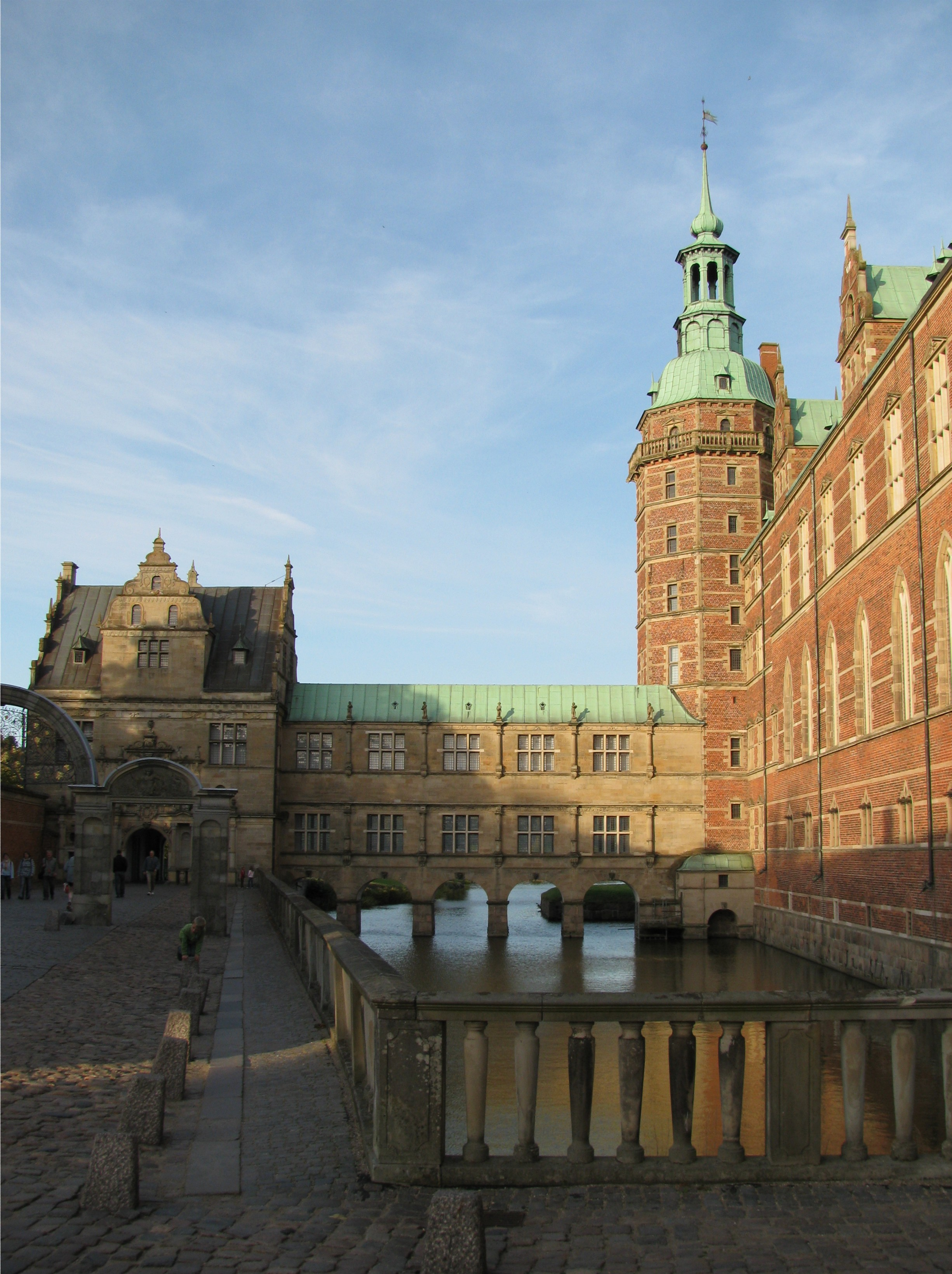
Zámek Frederiksborg

Frederiksborg (dánsky Frederiksborg Slot) je zámek v Hillerødu na dánském ostrově Sjælland. Nese jméno po dánském králi Frederiku II.
1560 získal dánský král Frederik II. bývalé panské sídlo Hillerødsholm a okolní pozemky a postavil zde nové sídlo, jež nazval svým jménem. Jeho syn Kristián IV. nechal původní stavbu odstranit a v letech 1602 - 1620 vybudoval podle projektů architektů Hanse a Lorenze van Steenwinckelových na třech malých ostrůvcích v Frederiksborgsee dnešní zámek - největší a nejvýznamnější stavbu severské renesance.
Počínaje králem Kristiánem V. byli v zámecké kapli pomazáni všichni dánští králové z Oldenburské dynastie vyjma Kristiána VII. Podél galerií jsou umístěny erby nositelů Řádu Dannebrog a Řádu slona. Jedinečné jsou i varhany ze stříbra a slonoviny od Esaiase Compenia z roku 1610.
V Rytířské sále zámku byly v roce 1720 uzavřením Frederiksborského míru ukončeny boje mezi Dánskem a Švédskem v Severní válce.
V noci z 16. na 17. prosinec roku 1859 vypukl v zámku požár, který zničil zařízení hlavní budovy. Po požáru byl zámek za finanční podpory dánského průmyslníka Jacoba Christiana Jacobsena plně asanován. Roku 1878 poskytl Carl Jacobson prostředky ke zřízení Národního historického muzea. V ca 60 místnostech byly vystaveny obrazy a mobiliář všech období, jež byly shromážděny ze zámků a panských domů celého Dánska.
Barokní zahrada, založená Johanem Corneliem Kriegerem v letech 1720-1725, byla rekonstruována v letech 1993-1996.